# Hyperphrona prudhommi
Hyperphrona prudhommi är en insektsart som beskrevs av Henri Saussure och Francois Jules Pictet de la Rive 1898. Hyperphrona prudhommi ingår i släktet Hyperphrona och familjen vårtbitare. Inga underarter finns listade i Catalogue of Life.